# Gesellschaft für Christlich-Jüdische Zusammenarbeit Hannover
Die Gesellschaft für Christlich-Jüdische Zusammenarbeit Hannover e.V., kurz Gesellschaft CJZ Hannover oder GCJS Hannover sowie CJGH ist ein Anfang der 1950er Jahre in der niedersächsischen Landeshauptstadt Hannover gegründeter eingetragene Verein mit dem Ziel der Brüderlichkeit zwischen Christen und Juden. Als Mitglied im Deutschen Koordinierungsrat der Gesellschaften für Christlich-Jüdische Zusammenarbeit (DKR) ist eine der Veranstalterinnen der alljährlichen Woche der Brüderlichkeit.

## Ziele
Vereinszweck ist die Förderung von Begegnungen sowie Gespräche insbesondere zwischen Menschen christlichen und jüdischen Glaubens, die Förderung von Toleranz und das aktive Einsetzen gegen Fremdenfeindlichkeit. Die Mittel hierzu sind Vorträge und Konzerte, Ausstellungen, Studienfahrten nach Israel und Osteuropa und insbesondere die Teilnahme und Mitausrichtung der jährlichen Woche der Brüderlichkeit.

## Geschichte
In der Nachkriegszeit, rund sieben Jahre nach der Zeit des Nationalsozialismus, initiierte der Journalist Erich Lüth 1952 in Hamburg die erste Gesellschaft für Christlich-Jüdische Zusammenarbeit in der vormaligen Britischen Zone. Die neugegründete Organisation war Teil der damals insbesondere von den Vereinigten Staaten von Amerika verfolgten Umerziehungspolitik. Nur wenig später nach der Hamburger Gründung sandte Lüth eine Einladung an den Vorstand der Jüdischen Gemeinde Hannovers zur Gründungsversammlung vom 29. Januar 1953.
Gut vier Wochen später unterzeichneten am 27. Februar 1953 sieben Persönlichkeiten die notarielle Urkundenrolle, die bald darauf zumeist Vereinsämter übernahmen;
1. die Schulrätin Wilhelmine Ludwig (Vorsitzende):
2. der Oberkirchenrat Otto von Harling (1. stellvertretender Vorsitzender);
3. der Kaufmann Norbert Prager (2. stellvertretender Vorsitzender);
4. der Fabrikant Walter Rheinhold (Schatzmeister);
5. Elisabeth Popper (Schriftführerin);
6. Ilse Alberts (Schriftführerin) sowie
7. der Kinderarzt Wilhelm Riehn.[1]

Weitere Gründungsmitglieder waren Hans Heinrich Ambrosius, Hanns Kotulla, Ludwig Lazarus, Adolf Nussbaum, Dr. L.A. Rose-Teblée sowie Hans Scharnweber.
Schon wenige Monate nach der Gründungsversammlung bildeten die Mitglieder am 25. Juni des Jahres eine pädagogische Arbeitsgruppe „zur Bekämpfung der Ludendorffgruppe, die erst 1961 verboten wurde.“
Bei der Eintragung ins Vereinsregister am 4. Dezember 1953 nannte sich die Organisation – nach längeren Auseinandersetzungen insbesondere mit der keiner Religionsgemeinschaft angehörigen Schulrätin Wilhelmine Ludwig – zunächst „Gesellschaft für Brüderlichkeit e.V.“. Erst am 10. Oktober 1977 erhielt der Verein seinen heutigen Namen.
Von besonderer Bedeutung war die 1965 von der CJZ in der seinerzeitigen Volkshochschule Hannover präsentierte Ausstellung über das Konzentrationslager Auschwitz. Die von dem in Frankfurt am Main sitzenden Bund für Volksbildung erarbeitete Ausstellung vom 17. November bis zum 14. Dezember 1965 zählte insgesamt 29.075 Besucher.
Eine vielbesuchte Veranstaltung war auch das am 5. März 1975 ausgerichtete „Religionsgespräch in kritischer Anknüpfung an die öffentliche Disputation im Juli 1704 am Kurfürstlichen Hofe zu Hannover in den Gemächern der Kurfürstin-Mutter.“
Am 9. November 1978 konnte auf Initiative der CJZ Hannover das Mahnmal an Stelle der 1938 zerstörten Synagoge in der Straße Rote Reihe eingeweiht werden.
Am 3. und 4. März 1979 fand die bundesweite Zentralveranstaltung zur Woche der Brüderlichkeit unter der Überschrift „Toleranz heute – 250 Jahre nach Lessing und Mendelssohn“ in Hannover statt. Dabei wurde nach einer Podiumsdiskussion an der seinerzeitigen Universität Hannover sowie einer Feierstunde im Norbert-Prager-Saal der Jüdischen Gemeinde schließlich in der Orangerie vom Großen Garten in Herrenhausen die Buber-Rosenzweig-Medaille an den Schriftsteller Manès Sperber verliehen.
Eine 1985 von der CJZ Hannover vorgeschlagene Städtepartnerschaft zwischen der Stadt Hannover und einer Partnerstadt in Israel kam nicht zustande.

## Theologischer Arbeitskreis
Der Theologische Arbeitskreis zur Untersuchung verbindender, aber auch trennender Glaubensaussagen zwischen Christentum und Judentum wurde 1986 initiiert und bis zum Jahr 2000 von Friedrich Stäblein, anschließend von Hans-Joachim Schreiber geleitet. Treffpunkt der monatlichen Zusammenkünfte, die gemeinsam mit dem Verein Begegnung Christen und Juden – Niedersachsen e.V. veranstaltet werden, ist das Gemeindehaus der Marktkirche in der Kreuzstraße 3–5.

## Abraham-Plakette
Seit 2012 verleiht die Gesellschaft für Christlich-Jüdische Zusammenarbeit im Rahmen der Woche der Brüderlichkeit die Abraham-Plakette an Schulen, die sich im Sinne der Ziele der GCJZ Hannover in besonderer Weise „gegen das Vergessen“ eingesetzt haben. Bisherige Preisträger waren:
- 2012: die Humboldtschule Hannover und die St. Ursula-Schule Hannover
- 2013: die Albert-Einstein-Schule Laatzen und die IGS Kronsberg, Hannover
- 2014: die IGS Linden
- 2015: die Justus-von-Liebig-Schule (Hannover) und ihre Partnerschule Kadoorie Agricultural High School in Untergaliläa
- 2017: die Sophienschule Hannover
- 2018: das Auschwitzbegegnungsprojekt der BBS-ME Otto-Brenner-Schule und der Werk-statt-Schule Hannover mit der Berufsschule der Salesianer Don Boscos in Oświęcim
- 2019: die Tellkampfschule Hannover
- 2023: das Wilhelm-Raabe-Schule (Hannover)